# べつにシンドローム
「べつにシンドローム」（ベツニシンドローム）は、1985年5月21日に発売された樹本由布子（木元ゆうこ）の3枚目のシングル。

## 解説
- 木元ゆうこが日本コロムビアに移籍し、芸名を樹本由布子に改名後に発売した初めてのシングル（通算3枚目のシングル）。

## 収録曲
- 両楽曲共に、編曲：新川博

1. べつにシンドローム
作詞：金井麻理子／作曲：樫原伸彦
2. プレイタイム
作詞：冬杜花代子／作曲：松田良